# Hoe weet je dat
Hoe weet je dat is een lied van de Nederlandse zanger Glen Faria. Het werd in 2020 als single uitgebracht en stond in 2023 als vijfde track op het album Faria van Glen Faria.

## Achtergrond
Hoe weet je dat is geschreven door Glen Faria en Thom van der Bruggen en geproduceerd door Van der Bruggen. Het is een autobiografisch nederpopnummer waarin de zanger zingt over een relatiebreuk en hoe hij tijdens deze periode met zijn gevoelens zit. Het lied is opgedragen aan Stichting Het Vergeten Kind, een stichting waar Faria in 2019 ook al het lied Je bent niet alleen voor schreef. De zanger had na het uitbrengen van het lied een theatervoorstelling onder dezelfde naam. Het nummer werd bij NPO Radio 2 uitgeroepen tot TopSong. Op de B-kant van de single is een instrumentale versie van het lied te vinden.

## Hitnoteringen
De zanger had geen groot succes met het nummer in de hitparades, maar wel een enorm online bereik – zo werd het nummer 8,9 miljoen keer gestreamd op Spotify. Het bereikte de Single Top 100 niet, en ook in de Top 40 was er geen notering, maar er was wel de achtste plaats in de Tipparade.